# Pambazo
Le pambazo est un sandwich mexicain de type torta qui, selon l'histoire la plus connue, aurait été créé à Veracruz au XIXe siècle pour l'impératrice Charlotte. C'est un antojito populaires des rues de la capitale, Mexico, et d'autres grandes villes du pays.

## Origine
Le pambazo veracruzano est originaire de l'État de Veracruz et sa forme serait un hommage au pic d'Orizaba. Selon une des deux versions de l'histoire, il aurait été créé par le cuisinier français Josef Tüdös pour l'impératrice Charlotte de Belgique qui était fascinée par ce volcan. Selon l'autre version, ce sont les habitants de la région qui l'aurait inventé pour plaire au couple impérial à son arrivée au Mexique. Quoi qu'il en soit, cette histoire a inspiré la localité d'Orizaba qui organise depuis avril 2022 le Festival du Pambazo.
Avec le temps, de nouvelles recettes de pambazo ont gagné en popularité. À Mexico, le pain est plongé dans une sauce de guajillo qui lui donne sa couleur rouge caractéristique, puis légèrement frit pour lui donner une texture croustillante. La garniture typique est composée de pommes de terre et de chorizo mais beaucoup de variantes existent.

## Culture
Bien que dans la cuisine mexicaine, les tortas ne soient pas considérés comme des sandwichs, le pambazo a été classé en 2022 par CNN parmi les vingt-trois meilleurs sandwichs du monde (à côté, entre autres, du pan bagnat et du binôme croque-monsieur/croque-madame).